# Vattenfall Cyclassics 2014
19. edycja wyścigu kolarskiego Vattenfall Cyclassics odbyła się w dniu 24 sierpnia 2014 roku i liczyła 245,9 km. Start i meta wyścigu znajdowała się w Hamburgu. Wyścig ten znajduje się w rankingu światowym UCI World Tour 2014.

## Uczestnicy
Na starcie tego klasycznego wyścigu stanęło 19 zawodowych ekip. Wśród nich znalazło się osiemnaście ekip UCI World Tour 2014 oraz jedna inne zaproszona przez organizatorów.
Lista drużyn uczestniczących w wyścigu:
| Numery | Kod | Drużyna                 |
| ------ | --- | ----------------------- |
| 1-9    | GIA | Giant-Shimano           |
| 11-19  | LTB | Lotto-Belisol           |
| 21-29  | KAT | Team Katusha            |
| 31-39  | MOV | Movistar Team           |
| 41-49  | ALM | Ag2r-La Mondiale        |
| 51-59  | OPQ | Omega Pharma-Quick Step |
| 61-69  | TTS | Team Tinkoff-Saxo       |
| 71-79  | BEL | Belkin                  |
| 81-89  | BMC | BMC Racing Team         |
| 91-99  | AST | Astana Pro Team         |

| Numery  | Kod | Drużyna             |
| ------- | --- | ------------------- |
| 101-109 | TRE | Trek Factory Racing |
| 111-119 | SKY | Team Sky            |
| 121-129 | LAM | Lampre-Merida       |
| 131-139 | OGE | Orica GreenEDGE     |
| 141-149 | FDJ | FDJ.fr              |
| 151-159 | GRS | Garmin-Sharp        |
| 161-169 | CAN | Cannondale          |
| 171-179 | EUC | Team Europcar       |
| 181-189 | TNE | Team NetApp-Endura  |

## Wyniki wyścigu
| Miejsce | Zawodnik           | Państwo           | Drużyna                 | Czas       |
| ------- | ------------------ | ----------------- | ----------------------- | ---------- |
| 1.      | Alexander Kristoff | Norwegia          | Team Katusha            | 5h 55' 25" |
| 2.      | Giacomo Nizzolo    | Włochy            | Trek Factory Racing     | + 0"       |
| 3.      | Simon Gerrans      | Australia         | Orica GreenEDGE         | + 0"       |
| 4.      | Tyler Farrar       | Stany Zjednoczone | Garmin-Sharp            | + 0"       |
| 5.      | Mark Cavendish     | Wielka Brytania   | Omega Pharma-Quick Step | + 0"       |
| 6.      | Marcel Kittel      | Niemcy            | Giant-Shimano           | + 0"       |
| 7.      | Davide Cimolai     | Włochy            | Lampre-Merida           | + 0"       |
| 8.      | Juan José Lobato   | Hiszpania         | Movistar Team           | + 0"       |
| 9.      | Silvan Dillier     | Szwajcaria        | BMC Racing Team         | + 0"       |
| 10.     | Raymond Kreder     | Holandia          | Garmin-Sharp            | + 0"       |